# Division Nationale
La Division Nationale, ufficialmente denominata BGL Ligue per ragioni di sponsorizzazione, è il torneo calcistico di massima divisione in Lussemburgo. Viene organizzato dalla FLF, la federazione calcistica lussemburghese (in francese Federation Luxembourgeoise de Football) e si disputa ogni anno dal 1909, eccezion fatta per gli anni dell'occupazione tedesca nella seconda guerra mondiale. Il campionato si disputa tra 14 squadre dalla stagione 2006-07.
Il Differdange 03 è la squadra detentrice del titolo, avendo vinto il campionato nella Division Nationale 2023-2024, per la prima volta. La squadra più titolata è il bianco-nero Jeunesse di Esch-sur-Alzette, con 28 titoli vinti.

## Denominazione
La competizione fu chiamata Championnat Luxembourgeois fino al 1913-14. Dal 1914-15 al 1931-32, il campionato fu chiamato Première Division. Divenne poi Division d'Honneur tra il 1932-33 e il 1956-57. Dalla stagione 1957-58 la competizione è chiamata Division Nationale. La Federazione di calcio lussemburghese (FLF) ha concluso una partnership con la banca franco-lussemburghese BGL BNP Paribas fino alla stagione 2019-2020. La Division Nationale diventa la BGL Ligue.

## Le squadre
Sono 74 le squadre che hanno preso parte alle 112 stagioni di Division Nationale dal 1909-10 al 2025-26:
- 103 volte:  Jeunesse Esch
- 78 volte:  Union Luxembourg
- 74 volte:  Red Boys Differdange
- 71 volte:  Progrès Niedercorn
- 68 volte:  Spora Luxembourg
- 65 volte:  Fola Esch
- 53 volte:  Stade Dudelange
- 50 volte:  Grevenmacher
- 47 volte:  Avenir Beggen
- 42 volte:  Aris Bonnevoie
- 41 volte:  Rumelange
- 33 volte:  F91 Dudelange
- 32 volte:  The National Schifflange
- 31 volte:  Etzella Ettelbruck
- 29 volte:  US Dudelange,  Wiltz 71
- 27 volte:  Alliance Dudelange
- 26 volte:  Swift Hesperange
- 24 volte:  Pétange
- 20 volte:  RU Luxembourg
- 19 volte:  Differdange 03
- 18 volte:  Tetange
- 17 volte:  Victoria Rosport
- 16 volte:  Mondorf
- 15 volte:  Chiers Rodange
- 14 volte:  Käerjeng 97
- 13 volte:  Red Black Pfaffenthal,  R.M. Hamm Benfica,  Sporting Luxembourg
- 11 volte:  Mondercange,  Racing Club Luxemburg,  UNA Strassen
- 10 volte:  Hollerich Bonnevoie,  UT Pétange
- 9 volte:  Hostert,  Rodange 91
- 8 volte:  Olympique Eischen,  Sporting Mertzig
- 7 volte:  Racing Rodange,  Red Star Merl
- 6 volte:  Hobscheid,  Jeunesse Canach,  Young Boys Diekirch
- 5 volte:  Jeunesse Wasserbillig
- 4 volte:  Differdange
- 3 volte:  Sporting Bettembourg
- 2 volte:  Koeppchen Wormeldange,  Mamer 32,  Progrès Grund,  Rapid Neudorf,  Schifflange 95,  Union 05 Kayl-Tétange,  US Esch
- 1 volta:  Atert Bissen,  Blue Boys Muhlenbach,  CS Alliance 01 Luxembourg, Daring Eich,  Daring Echternach,  Echternach,  Eclair Bettembourg, Gallia Dudelange,  Hollerich Bonnevoie 2,  Jeunesse Esch 2,  Jeunesse Hautcharage, ,  Mansfeldia Clausen,  Marisca Miersch,  Oberkorn,  Racing Club Luxemburg 2,  Rumelange 2,  Sparta Dudelange,  Sparta Dudelange 2,  Steinfort,  The Belval Belvaux,  The National Esch,  Tricolore Muhlenweg

## Albo d'oro
Di seguito è riportato l'albo d'oro del campionato lussemburghese di calcio. Dal 1909 a oggi il campionato è stato vinto, almeno una volta, da quindici squadre diverse.
- 1909-1910:  Racing Club Luxemburg (1º)
- 1910-1911:  Sporting Luxembourg (1º)
- 1911-1912:  Hollerich Bonnevoie (1º)
- 1912-1913: non disputato
- 1913-1914:  Hollerich Bonnevoie (2º)
- 1914-1915:  Hollerich Bonnevoie (3º)
- 1915-1916:  Hollerich Bonnevoie (4º)
- 1916-1917:  Hollerich Bonnevoie (5º)
- 1917-1918:  Fola Esch (1º)
- 1918-1919:  Sporting Luxembourg (2º)
- 1919-1920:  Fola Esch (2º)
- 1920-1921:  Jeunesse Esch (1º)
- 1921-1922:  Fola Esch (3º)
- 1922-1923:  Red Boys Differdange (1º)
- 1923-1924:  Fola Esch (4º)
- 1924-1925:  Spora Luxembourg (1º)
- 1925-1926:  Red Boys Differdange (2º)
- 1926-1927:  Union Luxembourg (1º)
- 1927-1928:  Spora Luxembourg (2º)
- 1928-1929:  Spora Luxembourg (3º)
- 1929-1930:  Fola Esch (5º)
- 1930-1931:  Red Boys Differdange (3º)
- 1931-1932:  Red Boys Differdange (4º)
- 1932-1933:  Red Boys Differdange (5º)
- 1933-1934:  Spora Luxembourg (4º)
- 1934-1935:  Spora Luxembourg (5º)
- 1935-1936:  Spora Luxembourg (6º)
- 1936-1937:  Jeunesse Esch (2º)
- 1937-1938:  Spora Luxembourg (7º)
- 1938-1939:  Stade Dudelange (1º)
- 1939-1940:  Stade Dudelange (2º)
- 1941-1944: non disputato
- 1944-1945:  Stade Dudelange (3º)
- 1945-1946:  Stade Dudelange (4º)
- 1946-1947:  Stade Dudelange (5º)
- 1947-1948:  Stade Dudelange (6º)
- 1948-1949:  Spora Luxembourg (8º)

- 1949-1950:  Stade Dudelange (7º)
- 1950-1951:  Jeunesse Esch (3º)
- 1951-1952:  National Schifflange (1º)
- 1952-1953:  Progrès Niedercorn (1º)
- 1953-1954:  Jeunesse Esch (4º)
- 1954-1955:  Stade Dudelange (8º)
- 1955-1956:  Spora Luxembourg (9º)
- 1956-1957:  Stade Dudelange (9º)
- 1957-1958:  Jeunesse Esch (5º)
- 1958-1959:  Jeunesse Esch (6º)
- 1959-1960:  Jeunesse Esch (7º)
- 1960-1961:  Spora Luxembourg (10º)
- 1961-1962:  Union Luxembourg (2º)
- 1962-1963:  Jeunesse Esch (8º)
- 1963-1964:  Aris Bonnevoie (1º)
- 1964-1965:  Stade Dudelange (10º)
- 1965-1966:  Aris Bonnevoie (2º)
- 1966-1967:  Jeunesse Esch (9º)
- 1967-1968:  Jeunesse Esch (10º)
- 1968-1969:  Avenir Beggen (1º)
- 1969-1970:  Jeunesse Esch (11º)
- 1970-1971:  Union Luxembourg (3º)
- 1971-1972:  Aris Bonnevoie (3º)
- 1972-1973:  Jeunesse Esch (12º)
- 1973-1974:  Jeunesse Esch (13º)
- 1974-1975:  Jeunesse Esch (14º)
- 1975-1976:  Jeunesse Esch (15°)
- 1976-1977:  Jeunesse Esch (16º)
- 1977-1978:  Progrès Niedercorn (2º)
- 1978-1979:  Red Boys Differdange (6º)
- 1979-1980:  Jeunesse Esch (17º)
- 1980-1981:  Progrès Niedercorn (3º)
- 1981-1982:  Avenir Beggen (2º)
- 1982-1983:  Jeunesse Esch (18º)
- 1983-1984:  Avenir Beggen (3º)
- 1984-1985:  Jeunesse Esch (19º)
- 1985-1986:  Avenir Beggen (4º)

- 1986-1987:  Jeunesse Esch (20º)
- 1987-1988:  Jeunesse Esch (21º)
- 1988-1989:  Spora Luxembourg (11º)
- 1989-1990:  Union Luxembourg (4º)
- 1990-1991:  Union Luxembourg (5º)
- 1991-1992:  Union Luxembourg (6º)
- 1992-1993:  Avenir Beggen (5º)
- 1993-1994:  Avenir Beggen (6º)
- 1994-1995:  Jeunesse Esch (22º)
- 1995-1996:  Jeunesse Esch (23º)
- 1996-1997:  Jeunesse Esch (24º)
- 1997-1998:  Jeunesse Esch (25º)
- 1998-1999:  Jeunesse Esch (26º)
- 1999-2000:  F91 Dudelange (1º)
- 2000-2001:  F91 Dudelange (2º)
- 2001-2002:  F91 Dudelange (3º)
- 2002-2003:  Grevenmacher (1º)
- 2003-2004:  Jeunesse Esch (27º)
- 2004-2005:  F91 Dudelange (4º)
- 2005-2006:  F91 Dudelange (5º)
- 2006-2007:  F91 Dudelange (6º)
- 2007-2008:  F91 Dudelange (7º)
- 2008-2009:  F91 Dudelange (8º)
- 2009-2010:  Jeunesse Esch (28º)
- 2010-2011:  F91 Dudelange (9º)
- 2011-2012:  F91 Dudelange (10º)
- 2012-2013:  Fola Esch (6º)
- 2013-2014:  F91 Dudelange (11º)
- 2014-2015:  Fola Esch (7º)
- 2015-2016:  F91 Dudelange (12º)
- 2016-2017:  F91 Dudelange (13°)
- 2017-2018:  F91 Dudelange (14º)
- 2018-2019:  F91 Dudelange (15º)
- 2019-2020: non assegnato[2]
- 2020-2021:  Fola Esch (8º)
- 2021-2022:  F91 Dudelange (16º)
- 2022-2023:  Swift Hesperange (1º)
- 2023-2024:  Differdange 03 (1º)
- 2024-2025:  Differdange 03 (2º)

## Campionati vinti
| Club                  | Vittorie | 2º | Stagioni |
| --------------------- | -------- | -- | --- |
| Jeunesse Esch         | 28       | 13 | 1921, 1937, 1951, 1954, 1958, 1959, 1960, 1963, 1967, 1968, 1970, 1973, 1974, 1975, 1976, 1977, 1980, 1983, 1985, 1987, 1988, 1995, 1996, 1997, 1998, 1999, 2004, 2010 |
| F91 Dudelange         | 16       | 6  | 2000, 2001, 2002, 2005, 2006, 2007, 2008, 2009, 2011, 2012, 2014, 2016, 2017, 2018, 2019, 2022                                                                         |
| Spora Luxembourg      | 11       | 10 | 1925, 1928, 1929, 1934, 1935, 1936, 1938, 1949, 1956, 1961, 1989 |
| Stade Dudelange       | 10       | 6  | 1939, 1940, 1945, 1946, 1947, 1948, 1950, 1955, 1957, 1965 |
| Fola Esch             | 8        | 10 | 1918, 1920, 1922, 1924, 1930, 2013, 2015, 2021 |
| Red Boys Differdange  | 6        | 11 | 1923, 1926, 1931, 1932, 1933, 1979 |
| Union Luxembourg      | 6        | 9  | 1927, 1962, 1971, 1990, 1991, 1992 |
| Avenir Beggen         | 6        | 5  | 1969, 1982, 1984, 1986, 1993, 1994 |
| Hollerich Bonnevoie   | 5        | 2  | 1912, 1914, 1915, 1916, 1917 |
| Progrès Niedercorn    | 3        | 6  | 1953, 1978, 1981 |
| Aris Bonnevoie        | 3        | 1  | 1964, 1966, 1972 |
| Sporting Luxembourg   | 2        | 3  | 1911, 1919 |
| Differdange 03        | 2        | 3  | 2024, 2025 |
| Grevenmacher          | 1        | 7  | 2003 |
| National Schifflange  | 1        | 2  | 1952 |
| Swift Hesperange      | 1        | 1  | 2023 |
| Racing Club Luxemburg | 1        | -  | 1910 |
| US Dudelange          | -        | 4  | ----- |
| Rumelange             | -        | 3  | ----- |
| Etzella Ettelbruck    | -        | 2  | ----- |
| Alliance Dudelange    | -        | 1  | ----- |
| RU Luxembourg         | -        | 1  | ----- |
| UNA Strassen          | -        | 1  | ----- |